# Наиде Гомес
Енезенаиде до Розарио де Вера Круз Гомес (порт. Enezenaide do Rosário da Vera Cruz Gomes; Сао Томе, 20. новембар 1979), познатија као Наиде Гомес, португалска је атлетичарка која се такмичи у скоку удаљ и седмобоју. Од 1998. је чланица Атлетског клуба Спортинг де Португал из Лисабона.
Тренер јој је Abreu Matos.
На Олимпијским играма 2000. у Сиднеју представљала је земљу у којој је рођена Сао Томе и Принципе. На свечаном отварању носила је заставу своје земље и такмичила се у дисциплини 100 метара препоне пошто јој је недостајао 21 поен да би се квалификовала за такмичење у седмобоју.
Након дуге натурализације која је завршена 2001. представља први пут Португал на Европском првенству у дворани 2002. одржаном у Бечу. Такмичила се у петобоју. Изненадила је све борећи се за прво место. После четири дисциплине је била прва, али је у последњој трци на 800 метара, где ју је престигла Рускиња Јелена Прохорова. Освојила је сребрну медаљу испред фаворизоване Швеђанке Каролине Клифт. Резултат који је постигла од 4595 бодова био је национални рекорд Португала.

## Лични рекорди
На отвореном
- 100 м — 12,56, — - — 1. јануар 2001.
- 200 м — 24,87, Логроњо, 16. јул 2005
- 800 м — 2:16,31, Хелсинки, 7. август 2005.
- 100 м препоне — 13,52, Ратинген, 27. јун 2004.
- Скок увис — 1,86, Ратинген, 25. јун 2002.
- Скок удаљ — 7,12, Монако, 29. јул 2008.
- Бацање кугле — 14,71, Атина, 20. август 2004.
- Бацање диска — 35,28, — - — 1. јануар 2003.
- Бацање копља — 42,86, Алжир, 13. јул 2000.
- Седмобој — 6230, Логроњо, 17. јул 2005

У дворани
- 60 м — 7,84, Alpiarça, 10. јануар 2004.
- 600 м — 57,91, Стокхолм, 15. фебруар 2005.
- 800 м — 2:21,53, Беч 1. март 2002.
- 60 м препоне — 8,39, Espinho, 13. фебруар 2005.
- Скок увис — 1,88, Будимпешта, 5. март 2005.
- Скок удаљ — 7,00, Валенсија, 9. март 2008.
- Бацање кугле — 15,08, Будимпешта, 5. март 2005.
- Петобој — 4759, Будимпешта, 5. март 2005.